# Дианов, Владимир Сергеевич
Владимир Сергеевич Дианов (4 октября 1943 — 22 апреля 2006, Москва) — советский хоккеист, защитник, нападающий, тренер. Мастер спорта СССР. 

## Биография
Выступал за команды «Динамо» Москва (1961/62), «Электросталь» / «Кристалл» (1962/63, 1967/68), СКА Калинин (1962/63, 1964/65), «Крылья Советов» (1965/66 — 1966/67).
Тренер (1980/81 — 1981/82, 1983/84) и руководитель (1987/88) фарм-клуба ленинградского СКА.
Урна с прахом в колумбарии Нового Донского кладбища города Москвы.